# ボルジン
ボルジン(Boldine)は、モニミア科のボルドの木やクスノキ科のテンダイウヤクに含まれるアポルフィン系のアルカロイドである。
フリーラジカルによる脂質過酸化反応や酵素の不活化から効率的に防護する抗酸化活性を持つ。さらに、血管組織において交感神経α受容体遮断薬の作用を持ち、肝保護、細胞保護、解熱、抗炎症の作用も報告されている。
ボルジンは経口投与された際に血液脳関門を通過することができるため、神経保護作用も示す。グリア細胞（マイクログリアやアストロサイト）や神経細胞において、ギャップジャンクションでのコミュニケーションに影響を与えることなくコネキシンヘミチャネルの活性を阻害する。また、アミロイドβ誘導性の慢性炎症による神経損傷を低下させる。